# فوشیمی-نومیا
فوشیمی-نو-میا (به ژاپنی: 伏見宮 Fushimi-no-miya) قدیمی‌ترین شاخه از چهار شیننوکه، شاخه‌های خانواده امپراتوری (دودمان یاماتو) ژاپن است که واجد شرایط جانشینی تاج‌و‌تخت گل داودی (تخت پادشاهی ژاپن) در‌صورت از بین رفتن خط اصلی بودند.